# Гвоздев, Михаил Алексеевич
Михаи́л Алексе́евич Гво́здев (1886—1961) — русский революционер, советский партийный и государственный деятель.

## Биография
Михаил Гвоздев родился 4 сентября 1886 года (по другим данным в 4 сентября 1885 года) в деревне Валуево Бородинской волости Можайского уезда Московской губернии в семье рабочего-металлиста.
В 1894 году вся семья переехала в Москву, где Михаил в 1895—1890 годах учился в школе, а затем поступил учеником в бронзово-художественную мастерскую Афанасьевых, находившуюся во 2-м Крутицком переулке. Ещё во время учёбы, в 1900 году увлёкся революционным движением. В 1903 году окончил мастерскую, получив специальность слесаря-монтировщика. Работал на фабриках Ерохина, Овчинникова и на мебельной фабрике Фишера. В 1904 году вступил в социал-демократическую большевистскую ячейку фабрики Фишера, став членом РСДРП в этом же году. Вёл партийную работу в Рогожском районе Москвы, был участником Декабрьского вооружённого восстания в Москве в 1905 году, был ранен.
В 1906—1907 годах Михаил Алексеевич Гвоздев находился в Петербурге, где работал в мастерских по бронзе и серебру, отбывал четыре месяца тюрьмы в Нарвской части за организацию забастовки. После этого снова вернулся в Москву и продолжил работать на фабрике Фишера, возобновив партийную работу в Рогожской организации, работал в профсоюзе.
В январе 1915 года Гвоздев был призван на военную службу, попал в Пензу; а в 1917 году был направлен в школу автомобилистов в Царское Село и по её окончании послан на Западный фронт Первой мировой войны. В армии вел среди солдат агитацию против войны. После Октябрьской революции, был демобилизован, вернулся в Москву и в июле 1918 года вступил добровольцем в Красную армию, служил в пограничной охране до конца года и был уволен со службы по болезни. С 1919 года работал в Моссовете, в конце этого же года был направлен на работу по организации московского платинового завода (акционерное общество «Союз-золото»), где был заместителем директора, потом директором завода (до 1929 года). Одновременно занимался партийной деятельностью, в 1924—1928 годах — член Рогожского РКК, в 1927—1928 годах — член райисполкома.
В 1929—1930 годах Михаил Гвоздев был председателем Пролетарского (бывшего Рогожско-Симоновского) райсовета и членом Президиума Московского облисполкома. В 1930—1931 годах был членом правления Центрохимтреста, затем Анилтреста; позже — помощник управляющего Анилобъединения химической промышленности СССР. Затем находился на административно-хозяйственной работе. С 1945 года — персональный пенсионер.
Жил в Москве в Глотовом переулке в районе Таганской площади. Умер в 1961 году и был похоронен на Новодевичьем кладбище (8 участок, 13 ряд).
Именем М. А. Гвоздева в 1964 году названа улица (бывший Глотов переулок, где он жил до своей смерти).